# Ayuntamiento de Marrachí
El Ayuntamiento de Marrachí (en catalán: Ajuntament de Marratxí) es el órgano encargado del gobierno y administración del municipio de Marrachí, situado en las Islas Baleares, España. Está presidido por el alcalde. En 2023 ocupa dicho cargo Jaume Llompart Caldés, del PP.

## Alcaldes
| Periodo   | Nombre                                                                        | Partido |
| --------- | ----------------------------------------------------------------------------- | --- |
| 1979-1983 | Guillem Vidal                                                                 | Independiente |
| 1983-1987 | Guillem Vidal                                                                 | Unió Mallorquina (UM)                                                                                                  |
| 1987-1991 | Guillem Vidal                                                                 | Unió Mallorquina (UM)                                                                                                  |
| 1991-1995 | Miquel Bestard (1991-1993) Martí Serra (1993-1995)                            | Independientes de Marrachí (IDMA) Partit Socialista de les Illes Balears (PSIB-PSOE)                                   |
| 1995-1999 | Martí Serra (1995-1997) Miquel Bestard (1997-1999)                            | Partit Socialista de les Illes Balears (PSIB-PSOE) Independientes de Marrachí (IDMA)                                   |
| 1999-2003 | Miquel Bestard (1999-2001) Miquel Coll (2001-2002) Miquel Bestard (2002-2003) | Independientes de Marrachí (IDMA) Partit Socialista de les Illes Balears (PSIB-PSOE) Independientes de Marrachí (IDMA) |
| 2003-2007 | Miquel Bestard (2003-2005) José Ramón Bauzá (2005-2007)                       | Independientes de Marrachí (IDMA) Partido Popular (PP)                                                                 |
| 2007-2011 | José Ramón Bauzá                                                              | Partido Popular (PP)                                                                                                   |
| 2011-2015 | Bartomeu Oliver                                                               | Partido Popular (PP)                                                                                                   |
| 2015-2019 | Joan Francesc Canyelles                                                       | Més |
| 2019-2023 | Miquel Cabot                                                                  | Partit Socialista de les Illes Balears (PSIB-PSOE)                                                                     |
| 2023-act. | Jaume Llompart                                                                | Partido Popular (PP)                                                                                                   |

## Pleno
| Partido político | Partido político                                                 | 1979   | 1983   | 1987   | 1991   | 1995   | 1999   | 2003   | 2007   | 2011   | 2015   | 2019   | 2023   |
| Partido político | Partido político                                                 | Ediles | Ediles | Ediles | Ediles | Ediles | Ediles | Ediles | Ediles | Ediles | Ediles | Ediles | Ediles |
|                  | Partido Popular (PP)-Alianza Popular (AP)                        | 0      | 2      | 2      | 6      | 5      | 5      | 9      | 11     | 13     | 8      | 4      | 8      |
|                  | Partit Socialista de les Illes Balears (PSIB-PSOE)               | 2      | 3      | 6      | 6      | 6      | 5      | 7      | 7      | 4      | 4      | 6      | 7      |
|                  | Independientes de Marrachí (IDMA)-Proposta per les Illes (PI)    | —      | —      | —      | 5      | 4      | 4      | 3      | 2      | 2      | 1      | 1      | 0      |
|                  | Més (PSM-IV-EN-APIB)                                             | 0      | 0      | 0      | 0      | 1      | 2      | 1      | 1      | 2      | 5      | 4      | 2      |
|                  | Podem-Som-Izquierda Unida (IU)-Partido Comunista de España (PCE) | 1      | 0      | 0      | 0      | 1      | 2      | 1      | 0      | 0      | 2      | 1      | 0      |
|                  | Ciudadanos (CS)                                                  | —      | —      | —      | —      | —      | —      | —      | —      | —      | —      | 3      | 0      |
|                  | Vox                                                              | —      | —      | —      | —      | —      | —      | —      | —      | —      | —      | 2      | 4      |
|                  | Indep.-Unió Mallorquina (UM)                                     | 7      | 8      | 9      | PP     | 0      | 0      | 0      | 0      | 0      | —      | —      | —      |
|                  | Unión de Centro Democrático (UCD)                                | 3      | —      | —      | —      | —      | —      | —      | —      | —      | —      | —      | —      |

## Resultados electorales
| Partido político                                         | 2023  | 2023  | 2023       | 2019  | 2019  | 2019       | 2015  | 2015  | 2015       | 2011  | 2011  | 2011       | 2007  | 2007  | 2007       |
| Partido político                                         | %     | Votos | Concejales | %     | Votos | Concejales | %     | Votos | Concejales | %     | Votos | Concejales | %     | Votos | Concejales |
| Partido Popular (PP)                                     | 34,01 | 6480  | 8          | 18,18 | 3033  | 4          | 34,54 | 5777  | 8          | 48,24 | 7757  | 13         | 45,86 | 6521  | 11         |
| Partit Socialista de les Illes Balears (PSIB-PSOE)       | 27,16 | 5175  | 7          | 24,35 | 4061  | 6          | 18,74 | 3134  | 4          | 17,54 | 2821  | 4          | 29,07 | 4134  | 7          |
| Vox                                                      | 18,00 | 3430  | 4          | 10,87 | 1814  | 2          | —     | —     | —          | —     | —     | —          | —     | —     | —          |
| Més (PSM-IV-EN-APIB)                                     | 10,16 | 1937  | 2          | 18,48 | 3083  | 4          | 20,76 | 3473  | 5          | 10,61 | 1706  | 2          | 5,54  | 788   | 1          |
| Proposta per les Illes (PI)                              | 4,66  | 888   | 0          | 5,79  | 966   | 1          | 7,98  | 1334  | 1          | —     | —     | —          | —     | —     | —          |
| Podem-Esquerra Unida de les Illes Balears (EUIB)-Guanyem | 2,64  | 503   | 0          | 7,39  | 1233  | 1          | 12,06 | 2017  | 3          | 2,47  | 397   | 0          | 4,35  | 618   | 0          |
| Ciudadanos (CS)                                          | 1,85  | 354   | 0          | 14,14 | 2359  | 3          | —     | —     | —          | —     | —     | —          | —     | —     | —          |
| Independientes de Marrachí (ID.MA.)                      | —     | —     | —          | —     | —     | —          | —     | —     | —          | 10,59 | 1702  | 2          | 7,79  | 1107  | 2          |

## Evolución de la deuda viva municipal
El concepto de deuda viva contempla sólo las deudas con cajas y bancos relativas a créditos financieros, valores de renta fija y préstamos o créditos transferidos a terceros, excluyéndose, por tanto, la deuda comercial.
| Gráfica de evolución de la deuda viva del Ayuntamiento entre 2008 y 2023             |
|                                                                                      |
| Deuda viva del Ayuntamiento en miles de euros según datos del Ministerio de Hacienda |